# James Henry Weaver
James Henry Weaver (Condado de Madison (Ohio), 10 de junho de 1883 – Condado de Franklin (Ohio), 7 de abril de 1942) foi um matemático estadunidense.
Weaver obteve um grau de B.A. em 1908 no Otterbein College e um M.A. em 1911 na Universidade Estadual de Ohio. Foi assistente de ensino na Universidade Estadual de Ohio de 1910 a 1912. Entrou no programa de doutorado em matemática da Universidade da Pensilvânia em 1912, onde obteve um doutorado em 1916, orientado por Maurice Babb, com a tese Some Extensions of the Work of Pappus and Steiner on Tangent Circles.
From 1912 to 1917 he was head of the mathematics department of West Chester High School in West Chester, Pennsylvania. He became an instructor in 1917 and in 1920 an assistant professor at Ohio State University.
Foi palestrante convidado do Congresso Internacional de Matemáticos em Toronto (1924).

## Publicações selecionadas
- «Pappus's solution of the duplication problem». School Science and Mathematics. 15 (3): 216–217. 1915 (Ver Papo de Alexandria.)
- «The trisection problem». School Science and Mathematics. 15 (7): 590–595. 1915 (Ver trissecção do ângulo.)
- «The five Platonic bodies». The Mathematics Teacher. 7 (3): 86–88. 1915. JSTOR 27949868 (Ver sólido platônico.)
- «The duplication problem». The American Mathematical Monthly. 23 (4): 106–113. 1916 (Ver duplicação do cubo.)
- «A geometrical illustration of the form ∞/∞». The American Mathematical Monthly. 23 (5): 181. 1916
- «Some theorems from Pappus on isoperimetric figures». School Science and Mathematics. 16 (8): 674–679. 1916
- «Pappus. Introductory paper». Bull. Amer. Math. Soc. 23: 127–135. 1916. doi:10.1090/S0002-9904-1916-02895-3
- «On foci of conics». Bull. Amer. Math. Soc. 23: 357-365. 1917. doi:10.1090/S0002-9904-1917-02961-8
- «Some algebraic curves». Bull. Amer. Math. Soc. 25: 85–87. 1918. doi:10.1090/S0002-9904-1918-03153-4
- «Some extensions of the work of Pappus and Steiner on tangent circles». The American Mathematical Monthly. 27 (1): 2–11. 1920 (Ver corrente de Steiner.)
- «A generalization of the strophoid». The American Mathematical Monthly. 29 (5): 204–207. 1922 (Ver estrofoide.)
- «Invariants of a poristic system of triangles». Bull. Amer. Math. Soc. 33: 235–240. 1927. doi:10.1090/S0002-9904-1927-04367-1
- com R. D. Carmichael: The Calculus. [S.l.]: Ginn & Company. 1927
- com R. D. Carmichael e Lincoln LaPaz: The Calculus (revised edition). [S.l.: s.n.] 1937
- «An experiment in cooperative teaching». National Mathematics Magazine. 11 (6): 266–273. 1937. JSTOR 3028180
- «On the cubic of Tschirnhausen». National Mathematics Magazine. 16 (8): 371–374. 1942. JSTOR 3028893. doi:10.2307/3028893 (Ver cúbica de Tschirnhausen.)